# 오거 (게임 엔진)
OGRE(영어: Object-Oriented Graphics Rendering Engine, 오거)는 C++로 만들어진 크로스 플랫폼 오픈 소스 3D 그래픽 게임 엔진이다. 렌더링 API로는 Direct3D와 OpenGL을 지원한다.
LGPL 라이선스를 따랐으나, 차기 버전인 1.7 이후부터는 MIT 라이선스로 전환될 예정이다.

## 출시 연대기
- 2005년 - 버전 1.0.0
- 2008년 11월 - 버전 1.6.0